# Rolf Töpperwien

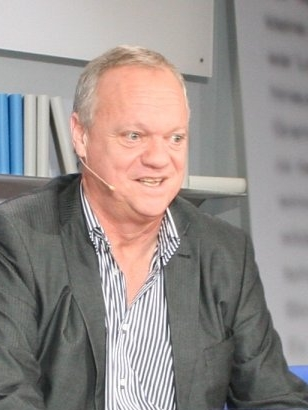
Rolf Töpperwien (2010)

Rolf Töpperwien (* 26. September 1950 in Osterode am Harz) ist ein deutscher Sportreporter.

## Leben
Nach Abitur 1969 am Tilman-Riemenschneider-Gymnasium in Osterode am Harz und Wehrdienst studierte Töpperwien in Göttingen Publizistik, Geschichte und Politikwissenschaft und schloss das Studium 1975 mit dem Magister ab.
Während seines Studiums arbeitete Töpperwien als freier Mitarbeiter für die Sportredaktion des Göttinger Tageblattes. Über eine Seminararbeit (Thema war ein Vergleich zwischen der Sportschau und dem Aktuellen Sportstudio) gelangte er mithilfe seines Publizistik-Professors in Kontakt mit dem ZDF, wo er 1973 als freier Mitarbeiter einstieg. Sein erstes Fußballspiel im ZDF kommentierte Töpperwien am 29. September 1973, in dem Eintracht Braunschweig 4:1 gegen den TuS Bremerhaven 1893 gewann. Vier Jahre später folgte die Festanstellung. Töpperwien berichtete von 1444 Bundesligaspielen. Charakteristisch war seine sich steigernde hoch erregte Sprechweise, mit der er den Eindruck eines spannenden Spiels vermittelte. Sein letzter Bericht für das Aktuelle Sportstudio war das Nordderby Werder Bremen gegen den HSV am 25. September 2010.
In negative Schlagzeilen geriet er 1996, als er eine überhöhte Bordellrechnung auf ZDF-Briefpapier mit den Worten beanstandete: „Ich bin doch kein Marathonmann“.
Am 14. Mai 2000 erlitt er beim unachtsamen Umgang mit hochprozentigem Alkohol sowie Streichhölzern im Kokain-Rausch schwere Verbrennungen und lag mehrere Wochen im Krankenhaus.
2010 veröffentlichte Töpperwien eine Autobiografie und ging zu seinem 60. Geburtstag als Fernsehreporter in den Ruhestand. Dazu hieß es in der FAZ:

„Der ZDF-Sportreporter Rolf Töpperwien verabschiedet sich heute Abend in den Ruhestand. Vorher hat er noch schnell sein Leben aufgeschrieben. Sein Buch trieft vor Größenwahnsinn und arglosen Sündenbekenntnissen. Man vermisst ihn jetzt schon.“

Am 23. Oktober 2010 war Rolf Töpperwien zum ersten Mal bundesweit und gemeinsam mit seiner Schwester Sabine Töpperwien als Radio-Reporter in der ARD-Bundesligakonferenz zu hören. Engagiert von NDR-Hörfunkchef Alexander Bleick berichtete er in der Halbzeit- und Schlusskonferenz als Gastkommentator vom Spiel Hannover 96 gegen 1. FC Köln.

## Persönliches
Töpperwien ist in zweiter Ehe verheiratet, hat einen Sohn (* 2005) sowie eine Tochter (* 1980) aus erster Ehe und lebt in Wiesbaden. Seine Schwester Sabine Töpperwien war Sportchefin des WDR-Hörfunks.
Töpperwien ist seit Jahren bekennender Fan von Werder Bremen und Eintracht Braunschweig. Seit Oktober 2013 ist er Ehrenmitglied beim nordthüringischen Klub Wacker Nordhausen und gelegentlich Stadionsprecher im Nordhäuser Albert-Kuntz-Sportpark (AKS).

## Veröffentlichungen
- Von Braunschweig bis Johannesburg. Autobiografie. Rotbuch Verlag, Berlin 2010, ISBN 978-3-86789-111-0.